# 背尖贝杆菌属
背尖贝杆菌属（学名：Notoacmeibacter）是根瘤菌科下的一个属。

## 下属物种
本属包括以下物种：
- 海洋背尖贝杆菌 Notoacmeibacter marinus Huang et al., 2017
- 红色背尖贝杆菌 Notoacmeibacter ruber